# دومینگو ماساگ
دومینگو ماساگ (انگلیسی: Domingo Massaguè؛ ۴ دسامبر ۱۹۰۰ – ۱۷ اوت ۱۹۷۹) بازیکن فوتبال اهل اسپانیا بود که در پست مدافع برای باشگاه بارسلونا بازی می‌کرد.
وی همچنین در تیم ملی فوتبال کاتالونیا بازی کرده‌است.
وی در مسابقات کشوری و بین‌المللی در مجموع برندهٔ ۱ مدال نقره شده‌است.